# Kaykubad III
Abu-l-Fat·h Alà-ad-Dunya wa-d-Din as-Sultan al-Muàddhim Kayqubad ibn Faramarz ibn Kaykawus (en àrab i persa أبو الفتح علاء الدنيا و الدين السلطان المعظم كيقباذ بن فرامرز بن كيكاؤس, Abū al-Fatḥ ʿAlāʾ ad-Dunyā wa ad-Dīn as-Sulṭān al-Muʿaẓẓim Kayqubaḏ ibn Farāmarz ibn Kaykāʾus; en turc: Alaeddin Keykubad), generalment anomenat Alà-ad-Din Kayqubad III o simplement Kayqubad III, fou un sultà de Rum, net de Kaykaus II.
Kaykaus II va morir el 1261 deixant tres fills: 
- Ghiyath-ad-Din Massud II, sultà el juny de 1284,
- Faramarz (o Faramuz), pare d'Alà-ad-Din Kayqubad III[1] i
- Siyavush Djamri.

Vers 1282 Ala al-Din Kaykubad III va venir de Crimea on el seu pare havia estat exiliat, i es va presentar a Anatòlia; els mongols li van concedir el govern de la regió de Karaman on hauria estat reconegut pels begs karamanoğlu. Finalment fou expulsat no pels karamànides, sinó pels mongols i es va refugiar al Regne Armeni de Cilícia
Diverses obres assenyalen el seu govern en almenys dos períodes més: 1293-1294 i 1301-1303. No hi ha dades sobre el primer d'aquests governs que seria un període de revolta. El període 1305-1307 que se li atribueix a les mateixes fonts, no el tindrem aquí en consideració. El període 1301-1303 altres fonts el converteixen en 1297-1303 i en 1298-1303. Així doncs vers el 1297 o 1298 es va presentar a Anatòlia aprofitant el viatge de Masud II a la cort il-kànida a l'Azerbaidjan per demanar ajut contra les tribus turcmanes instal·lades a Anatòlia; Ghazan va destituir a Masud II segons es diu per les queixes d'un cap turcman, el pare del qual havia estat executat per orde del sultà, i va reconèixer a Ala al-Din Kaykubad III que va governar de manera més o menys nominal del 1298 al 1303; en aquest darrer any, implicat en un complot contra el Khan, el mateix Ghazan el va fer condemnar a mort a Esfahan i va restaurar a Masud II. La sentència no es va executar per ser la seva esposa membre de la noblesa mongola, però a l'estiu fou apunyalat per orde del mateix Ghazan. Va deixar dos fills:
- Ghiyath ad-Dîn Masud III que hauria succeït al seu oncle Masud II quan va morir el 1307 sense fills.
- Shams ad-Dîn